# Nutbush City Limits

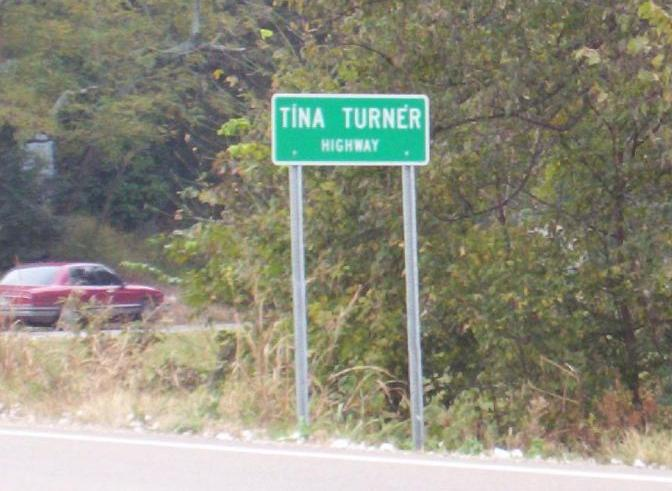
Tina Turner Highway in Nutbush, Tennessee

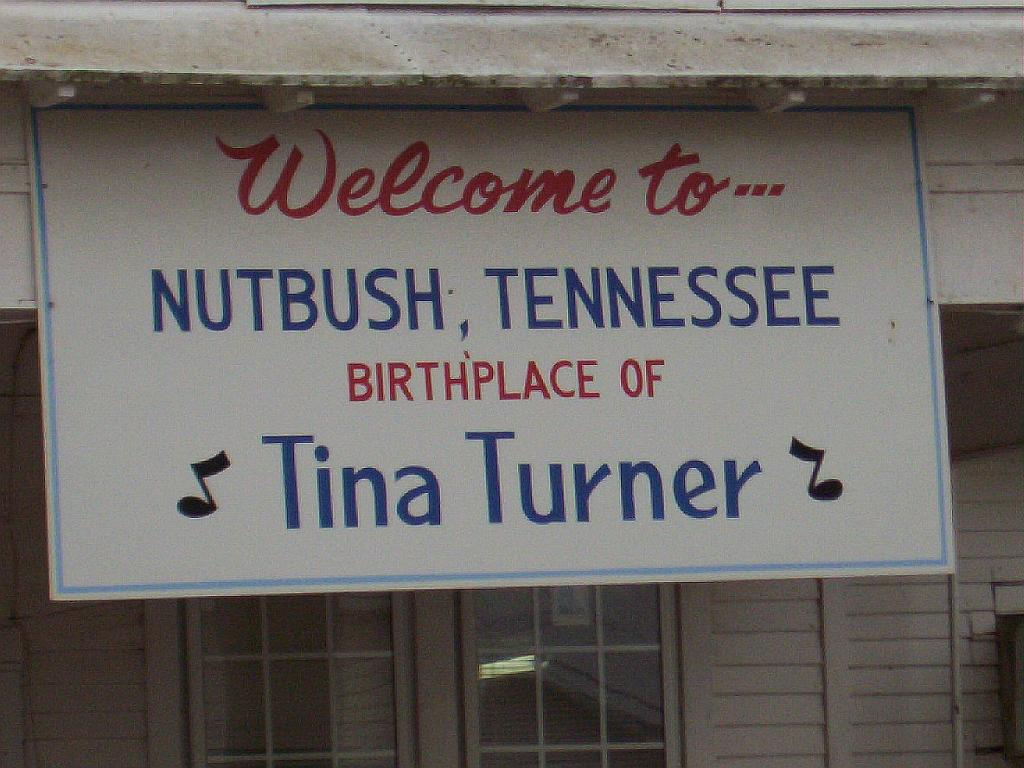
Nutbush, Tennessee, Schild an einem Geschäft, das auf Tina Turner hinweist

Nutbush City Limits ist ein Lied des US-amerikanischen R&B-Duos  Ike & Tina Turner, das im August 1973 erschien.

## Entstehung und Veröffentlichung
Das Stück wurde im Mai 1973 von Ike Turner im Bolic Sound Studio produziert. Obwohl Tina Turner den Text auf ein von Ike Turner komponiertes Instrumental schrieb, wurde nur sie als Urheberrechtsinhaberin angemeldet.
Typisch für die Zeit werden in den Credits keine Session-Musiker erwähnt. Es wird seit Jahren gemunkelt, dass Marc Bolan (1947–1977), der Frontmann der Glam-Rock-Band T. Rex, auf dem Titel die Gitarre spielte. Gloria Jones, seine damalige Freundin, die selbst in den 1960er Jahren den Background-Gesang für Ike & Tina Turner lieferte, bestätigte die Vermutung in der BBC4-Dokumentation Marc Bolan: The Final Word (2007). Für die Vermutung spricht, dass Bolan häufig in den USA tourte und sich Mitte der 1970er Jahre in der Gegend von Los Angeles aufhielt. Außerdem hat er auch auf anderen Singles von Ike & Tina Turner mitgespielt (Sexy Ida (Part 2) und Baby – Get It On).
Die Erstveröffentlichung von Nutbush City Limits erfolgte als Single im August 1973 bei United Artists Records. Diese erschien in den meisten Ländern als 7″-Single mit der B-Seite Help Him (Katalognummer: UA 35 582). Im November desselben Jahres erschien das Lied als Teil des gleichnamigen Studioalbums (Katalognummer: 29 557 IT).

## Inhalt
Das Stück handelt von dem Dorf Nutbush in Tennessee, in dem Tina Turner aufwuchs. Das Teilstück des Highway 19, das zwischen Nutbush und Brownsville verläuft, ist seit 2002 als „Tina Turner Highway“ nach ihr benannt. Inhaltlich geht es in dem Lied nicht um die äußeren Ortsgrenzen, sondern um die im Inneren geltenden, selbst auferlegten Beschränkungen wie Alkohol-Verkaufsverbot oder Motorrad-Fahrverbot und um einengende Bräuche wie den gemeinschaftlichen Kirchgang.

## Kommerzieller Erfolg

### Chartplatzierungen
Nutbush City Limits avancierte zum Nummer-eins-Hit in Österreich. Darüber hinaus erreichte es Top-10-Platzierungen in Deutschland und der Schweiz (je Rang 2) oder auch Belgien-Wallonien (Rang 3).
| ChartsChartplatzierungen       | Höchstplatzierung | Wochen/ Monate |
| ------------------------------ | ----------------- | -------------- |
| Deutschland (GfK)              | 2 (26 Wo.)        | 26 Wo.         |
| Österreich (Ö3)                | 1 (5 Mt.)         | 5 Mt.          |
| Schweiz (IFPI)                 | 2 (16 Wo.)        | 16 Wo.         |
| Vereinigte Staaten (Billboard) | 22 (15 Wo.)       | 15 Wo.         |
| Vereinigtes Königreich (OCC)   | 4 (14 Wo.)        | 14 Wo.         |

| ChartsJahrescharts (1974) | Platzierung |
| ------------------------- | ----------- |
| Deutschland (GfK)         | 21          |
| Österreich (Ö3)           | 8           |
| Schweiz (IFPI)            | 10          |

### Auszeichnungen für Musikverkäufe
| Land/Region                  | Auszeichnungen für Musikverkäufe (Land/Region, Auszeichnung, Verkäufe) | Verkäufe |
| ---------------------------- | ---------------------------------------------------------------------- | -------- |
| Neuseeland (RMNZ)            | Gold                                                                   | 15.000   |
| Vereinigtes Königreich (BPI) | Silber                                                                 | 200.000  |
| Insgesamt                    | 1× Silber · 1× Gold ·                                                  | 215.000  |

## Coverversionen
Tina Turner sang Nutbush City Limits während ihrer Solokarriere oft live und veröffentlichte es zweimal als Single, einmal in einer Live-Version (1988) – die Auskopplung aus dem Album Tina Live in Europe erreichte in Deutschland Platz 45 der Charts –, einmal als „The 90s Version“ (1991). Letztere Version schaffte es in Deutschland und Österreich auf Platz 25, in der Schweiz auf Platz 12 der Charts, in Großbritannien stieg sie bis auf Platz 23. Diese Version war eine Auskopplung aus dem Album Simply the Best. Auch gibt es eine Coverversion von Bob Seger and The Silver Bullet Band (1976), die als Single veröffentlicht wurde.
1980 sang Brian Johnson Nutbush City Limits gemeinsam mit Whole Lotta Rosie bei seiner ersten Audition bei AC/DC, nach der er zum Sänger der Band wurde.